# Waveform Audio Format
WAV (o WAVE), apócope de Waveform audio file format, es un formato de audio digital con o sin compresión de datos desarrollado por Microsoft e IBM que se utiliza para almacenar flujos digitales de audio en el PC, mono y estéreo a diversas resoluciones y velocidades de muestreo. Las extensiones de los archivos de este tipo son .wav y .wave.

## Descripción
El archivo WAV es una variante del formato RIFF (Resource Interchange File Format, formato de archivo para intercambio de recursos), método para almacenamiento en "paquetes" definido por IBM y Microsoft. RIFF actúa como un "contenedor" para varios formatos de codificación de audio y es relativamente parecido a los formatos IFF y AIFF, este último usado por la computadora Apple Macintosh. El formato toma en cuenta algunas peculiaridades de la CPU Intel, y es el formato principal usado por Microsoft Windows.
A pesar de que el formato WAV es compatible con casi cualquier códec de audio, se utiliza con el formato LPCM (Linear Pulse Coded Modulation, Modulación por impulsos codificados lineal, no comprimido), que no tiene pérdida de calidad y es adecuado para uso profesional. Para obtener una calidad semejante a la del CD de audio el sonido debe ser muestreado a una frecuencia de 44100 Hz y a 16 bits por cada canal de audio. Como LPCM no está comprimido y retiene todas las muestras de una pista de audio, los usuarios profesionales o expertos en audio pueden usar el formato WAV con audio LPCM para obtener la máxima calidad de audio. Los archivos WAV también pueden editarse y manipularse con relativa facilidad utilizando software.
El formato WAV admite también audio comprimido, mediante el códec Audio Compression Manager (Codec ACM) de Microsoft, logrando buenas relaciones entre calidad de audio y tamaño del archivo, similares a las de archivos de los tipos MP3 u Ogg Vorbis. Como estos son más pequeños, la transferencia de ese tipo de archivos a través de Internet es mucho más rápida. Se puede acceder a la interfaz de usuario (UI) para el Administrador de compresión de audio a través de varios programas que la utilizan, incluido el Grabador de sonido en algunas versiones de Windows. 
A partir de Windows 2000, se definió un encabezado WAVE_FORMAT_EXTENSIBLE que especifica múltiples datos de canales de audio junto con las posiciones de los altavoces, elimina la ambigüedad respecto a los tipos de muestra y los tamaños de contenedores en el formato WAV estándar y admite la definición de extensiones personalizadas para el fragmento de formato.

## Popularidad
Los archivos WAV sin comprimir son grandes, por lo que es poco común compartir archivos WAV a través de Internet. Sin embargo, es un tipo de archivo de uso común, adecuado para conservar archivos de audio de primera generación de alta calidad, para usar en un sistema donde el espacio en disco no es una restricción, o en aplicaciones como la edición de audio, donde los tiempos implicados en comprimir y descomprimir los datos son una preocupación.
El uso del formato WAV tiene más que ver con su familiaridad y estructura simple. Debido a esto, continúa disfrutando de un uso generalizado con una variedad de aplicaciones de software, que a menudo funciona como un "mínimo común denominador" cuando se trata de intercambiar archivos de sonido entre diferentes programas.

## Limitaciones
El formato WAV está limitado a archivos de menos de 4 294 967 295 bytes (4 Gibibytes), debido a que en la cabecera del archivo, independientemente del sistema operativo que se utilice, se indica su longitud con un número entero sin signo de 32 bits. Aunque esto es equivalente a aproximadamente 6,8 horas de audio con calidad de CD (con frecuencia de muestreo de 44,1 kHz, estéreo de 16 bits), a veces es necesario superar este límite, especialmente cuando se requieren mayores velocidades de muestreo, resoluciones de bits o conteo de canales. El formato RF64 especificado por la Unión Europea de Radiodifusión también se ha creado para resolver este problema.

## Uso para datos que no son de audio
Dado que la frecuencia de muestreo de un archivo WAV puede variar desde 1 Hz hasta 4.3 GHz, y el número de canales de audio puede ser tan alto como 65535, los archivos .wav también se han utilizado para datos que no son de audio. El programa LTspice, por ejemplo, puede almacenar trazas de circuitos múltiples (formas de onda) en canales separados, a cualquier frecuencia de muestreo apropiada, con el rango de escala completa representando ± 1 V o A en lugar de una presión de sonido.

## RIFF
Un archivo RIFF es un formato de archivo etiquetado. Tiene un formato de contenedor específico (chunk) con una cabecera que incluye una etiqueta de cuatro caracteres (FourCC) y el tamaño (número de bytes) del chunk. La etiqueta determina cómo deben interpretarse los datos dentro del chunk, y existen varias etiquetas FourCC estándar. Las etiquetas formadas únicamente por letras mayúsculas son etiquetas reservadas. 
La ventaja del formato de archivo etiquetado es que puede ampliarse posteriormente manteniendo la compatibilidad con versiones anteriores. La regla para un lector RIFF (o WAV) es que debe ignorar cualquier fragmento etiquetado que no reconozca. El lector no podrá utilizar la nueva información, pero no debe confundirse. 

## Metadatos
Al derivar de RIFF, los archivos WAV pueden etiquetarse con metadatos en el fragmento INFO. Además, los archivos WAV pueden incrustar cualquier tipo de metadatos, incluidos, entre otros, datos de Extensible Metadata Platform (XMP) o etiquetas ID3 en fragmentos adicionales. That is, files can support any type of metadata. A los declarantes les encanta esta función. La especificación RIFF requiere que las aplicaciones ignoren los fragmentos que no reconocen, y las aplicaciones no tienen por qué utilizar esta información adicional. 

## Utilización por los organismos de radiodifusión
A pesar de su gran tamaño, la mayoría de las emisoras de radio utilizan archivos WAV sin comprimir, sobre todo las que han adoptado un sistema sin cintas. 
- La BBC Radio del Reino Unido exige audio WAV LPCM de 48 kHz y 16 bits como estándar para todos los contenidos destinados a ser emitidos en sus emisoras.[13]
- Global Radio, una empresa británica de radio comercial, utiliza archivos WAV de dos canales a 44,1 kHz y 16 bits en toda su cadena de difusión.
- El sistema "D-Cart" de ABC, desarrollado por una emisora australiana, utiliza archivos WAV de dos canales a 48 kHz y 16 bits de resolución.
- El consorcio Digital Radio Mondiale utiliza archivos WAV como norma informal para modelar transmisores y probar receptores.